# Liste der Auslandsreisen des finnischen Präsidenten Sauli Niinistö

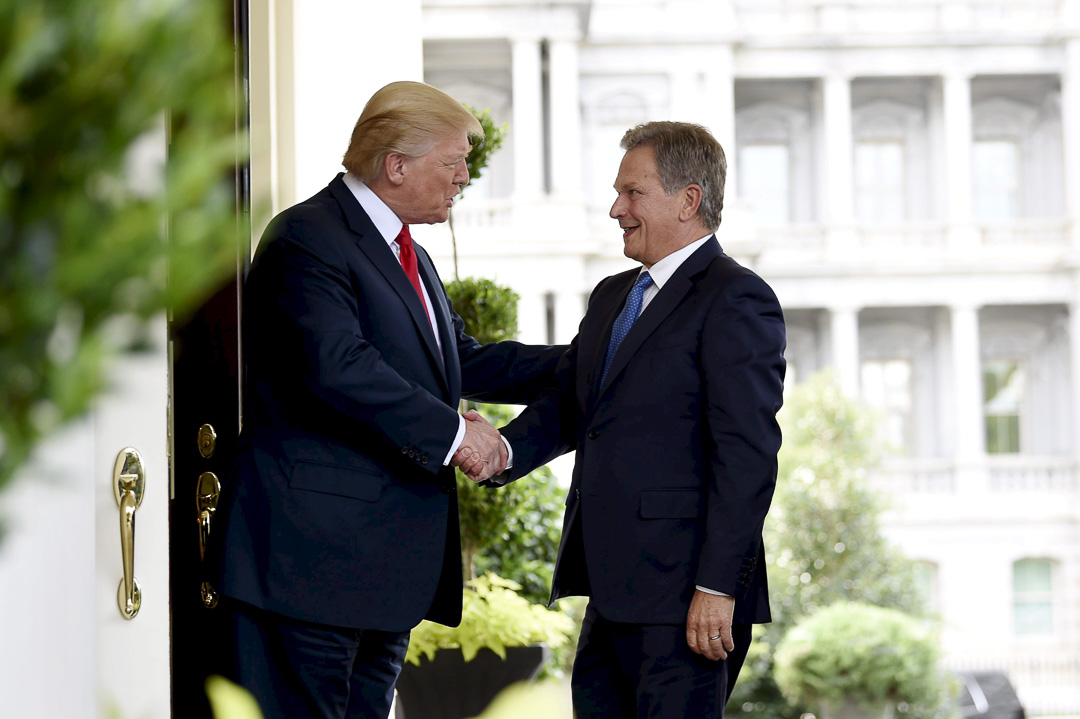
Sauli Niinistö mit US-Präsident Donald Trump im August 2017

Die Liste der Auslandsreisen des finnischen Präsidenten Sauli Niinistö enthält alle vom finnischen Präsidialamt veröffentlichten offiziellen Auslandsreisen, die dieser während seiner Amtszeit zwischen dem 1. März 2012 und dem 29. Februar 2024 durchgeführt hat:

## Erste Amtszeit (2012 bis 2018)

### 2012
| Datum                 | Ort                                 | Hauptgrund |
| --------------------- | ----------------------------------- | --- |
| 26. und 27. März      | Seoul ( Südkorea)                   | Teilnahme am Nuklearen Sicherheitsgipfel |
| 17. und 18. April     | Stockholm ( Schweden)               | Staatsbesuch - Treffen mit König Carl XVI. Gustaf und Königin Silvia - Treffen mit Ministerpräsident Fredrik Reinfeldt - Treffen mit Parlamentspräsident Per Westerberg |
| 25. April             | Tallinn ( Estland)                  | Offizieller Besuch - Treffen mit Präsident Toomas Hendrik Ilves - Treffen mit Parlamentspräsidentin Ene Ergma - Treffen mit Ministerpräsident Andrus Ansip - Eröffnung eines Spielplatzes der finnischen Firma Lappset in Saku - Besuch der finnischen Botschaft                                                |
| 20. und 21. Mai       | Chicago ( Vereinigte Staaten)       | Teilnahme am NATO-Gipfel |
| 22. Mai               | Stockholm ( Schweden)               | Teilnahme an der Taufe von Prinzessin Estelle von Schweden |
| 21. und 22. Juni      | Sankt Petersburg ( Russland)        | Arbeitsbesuch - Teilnahme am Internationalen Wirtschaftsforum - Treffen mit Präsident Wladimir Putin |
| 27. bis 31. Juli      | London ( Vereinigtes Königreich)    | Besuch der Olympischen Sommerspiele und Treffen mit Königin Elisabeth II. |
| 2. bis 4. September   | London ( Vereinigtes Königreich)    | Besuch der Paralympischen Sommerspiele |
| 4. und 5. September   | Budapest und Siófok ( Ungarn)       | Arbeitsbesuch - Treffen mit Präsident Janos Ader - Treffen mit Außenminister János Martonyi - Treffen mit Parlamentspräsident László Kövéri - Besuch der Eötvös-Loránd-Universität mit Verleihung Ehrendoktorwürde - Teilnahme am Weltkongress der Finno-ugrischen Völker                                       |
| 22. bis 29. September | New York City ( Vereinigte Staaten) | Teilnahme an der Vollversammlung der Vereinten Nationen |
| 10. bis 12. Oktober   | Oslo und Tromsø ( Norwegen)         | Staatsbesuch - Treffen mit König Harald V. und Königin Sonja |
| 7. bis 9. November    | Berlin und München ( Deutschland)   | Offizieller Besuch - Treffen mit Bundespräsident Joachim Gauck - Treffen mit Bundeskanzlerin Angela Merkel - Treffen mit Bundestagspräsident Norbert Lammert - Treffen mit dem Vorsitzenden der SPD-Bundestagsfraktion Frank-Walter Steinmeier - Treffen mit dem bayerischen Ministerpräsidenten Horst Seehofer |

### 2013
| Datum                 | Ort                                      | Hauptgrund |
| --------------------- | ---------------------------------------- | --- |
| 23. bis 25. Januar    | Davos ( Schweiz)                         | Teilnahme am Weltwirtschaftsforum |
| 4. und 5. April       | Kopenhagen ( Dänemark)                   | Staatsbesuch - Treffen mit Königin Margrethe II. und Prinzgemahl Henrik - Treffen mit Parlamentspräsident Mogens Lykketoft - Treffen mit Ministerpräsidentin Helle Thorning-Schmidt |
| 6. bis 10. April      | Hainan und Peking ( Volksrepublik China) | Offizieller Besuch - Treffen mit Präsident Xi Jinping - Teilnahme am Boao Forum |
| 16. bis 18. April     | Astana ( Kasachstan)                     | Staatsbesuch - Treffen mit Nursultan Nasarbajew - Treffen mit Premierminister Serik Achmetow - Treffen mit den Parlamentspräsidenten Qairat Mämi und Nurlan Nyghmatulin - Treffen mit Kuanysh Sultanov (UNHCHR) |
| 14. und 15. Mai       | Vilnius und Klaipėda ( Litauen)          | Staatsbesuch - Treffen mit Präsidentin Dalia Grybauskaitė - Treffen mit Premierminister Algirdas Butkevičius - Treffen mit Parlamentspräsident Vydas Gedvilas - Besuch des Europäischen Instituts für Gleichstellungsfragen und der Universität Vilnius - Besuch der Vakarų Baltijos laivų statykla und der Kurischen Nehrung |
| 28. und 29. Mai       | Reykjavík ( Island)                      | Staatsbesuch - Treffen mit Präsident Olafur Ragnar Grimsson - Besuch des Althing |
| 9. bis 11. Juli       | Paris ( Frankreich)                      | Offizieller Besuch - Treffen mit Präsident François Hollande - Treffen mit Premierminister Jean-Marc Ayrault |
| 4. September          | Stockholm ( Schweden)                    | Treffen mit US-Präsident Barack Obama |
| 9. bis 11. September  | Riga und Jelgava ( Lettland)             | Staatsbesuch - Treffen mit Präsident Andris Bērziņš - Treffen mit Ministerpräsident Valdis Dombrovskis |
| 23. bis 25. September | Njagan und Salechard ( Russland)         | Treffen mit Präsident Wladimir Putin |
| 8. bis 10. Oktober    | Krakau ( Polen)                          | Teilnahme am Treffen der Europäischen Präsidenten |
| 15. bis 16. Oktober   | Zürich, Luzern und Bern ( Schweiz)       | Staatsbesuch |

### 2014
| Datum                       | Ort                                 | Hauptgrund |
| --------------------------- | ----------------------------------- | --- |
| 12. und 13. Januar          | Sälen ( Schweden)                   | Teilnahme an der Rikskonferensen und Treffen mit Ministerpräsident Fredrik Reinfeldt                                     |
| 23. und 24. Januar          | Davos ( Schweiz)                    | Teilnahme am Weltwirtschaftsforum                                                                                        |
| 6. bis 12. Februar          | Sotschi ( Russland)                 | Besuch der Olympischen Winterspiele                                                                                      |
| 11. bis 13. März            | Beirut ( Libanon)                   | Treffen mit Präsident Michel Sulaiman und Besuch der United Nations Interim Force in Lebanon                             |
| 23. bis 25. März            | Den Haag ( Niederlande)             | Teilnahme am Nuklearen Sicherheitsgipfel                                                                                 |
| 3. und 4. Juni              | Warschau ( Polen)                   | Teilnahme an den Feierlichkeiten anlässlich des 25. Jahrestages der ersten halbfreien Wahlen in Polen                    |
| 15. und 16. August          | Sotschi ( Russland)                 | Treffen mit Präsident Wladimir Putin                                                                                     |
| 15. und 16. August          | Kiew ( Ukraine)                     | Treffen mit Präsident Petro Poroschenko                                                                                  |
| 4. und 5. September         | Newport ( Wales)                    | Teilnahme am NATO-Gipfel                                                                                                 |
| 20. bis 25. September       | New York City ( Vereinigte Staaten) | Teilnahme an der Vollversammlung der Vereinten Nationen                                                                  |
| 29. und 30. September       | Braga ( Portugal)                   | Teilnahme am Treffen der Europäischen Präsidenten                                                                        |
| 6. bis 8. Oktober           | Frankfurt am Main ( Deutschland)    | Besuch der Frankfurter Buchmesse und Treffen mit Bundespräsident Joachim Gauck und Außenminister Frank-Walter Steinmeier |
| 8. bis 11. Oktober          | Ottawa und Toronto ( Kanada)        | Staatsbesuch |
| 30. Oktober bis 1. November | Reykjavík ( Island)                 | Arbeitsbesuch - Treffen mit Präsident Olafur Ragnar Grimsson - Teilnahme am Treffen des Arctic Circle                    |
| 4. und 5. November          | Rom ( Italien)                      | Treffen mit Präsident Giorgio Napolitano                                                                                 |

### 2015
| Datum                 | Ort                                                 | Hauptgrund |
| --------------------- | --------------------------------------------------- | --- |
| 21. und 22. Januar    | Brüssel ( Belgien)                                  | Treffen mit Donald Tusk, Jean-Claude Juncker und Martin Schulz |
| 6. bis 8. Februar     | München ( Deutschland)                              | Teilnahme an der Münchner Sicherheitskonferenz |
| 30. März bis 1. April | Warschau und Danzig ( Polen)                        | Staatsbesuch - Treffen mit Präsident Bronisław Komorowski - Besuch des Europäischen Zentrums der Solidarność |
| 11. bis 13. April     | Dubai und Abu Dhabi ( Vereinigte Arabische Emirate) | Arbeitsbesuch - Treffen mit dem Kronprinzen von Abu Dhabi Mohammed bin Zayed Al Nahyan - Treffen mit Premierminister und Vizepräsident Mohammed Bin Rashid Al Maktoum - Treffen mit Bildungsminister Hussain I. Al Hammadi |
| 14. Mai               | Aachen ( Deutschland)                               | Teilnahme an der Verleihung des Karlspreises |
| 23. bis 27. Mai       | Mexiko-Stadt ( Mexiko)                              | Staatsbesuch und Treffen mit Präsident Enrique Peña Nieto |
| 9. und 10. Juni       | Astana ( Kasachstan)                                | Treffen mit Präsident Nursultan Nasarbajew |
| 16. Juni              | Moskau ( Russland)                                  | Treffen mit Präsident Wladimir Putin |
| 12. und 15. Oktober   | Ankara und Istanbul ( Türkei)                       | Offizieller Besuch und Treffen mit Präsident Recep Tayyip Erdoğan |
| 2. bis 4. November    | Jakarta ( Indonesien)                               | Staatsbesuch - Treffen mit Präsident Joko Widodo - Treffen mit Vizepräsident Jusuf Kalla |
| 30. November          | Paris ( Frankreich)                                 | Teilnahme an der UN-Klimakonferenz |

### 2016
| Datum                 | Ort                                    | Hauptgrund |
| --------------------- | -------------------------------------- | --- |
| 21. und 22. Januar    | Davos ( Schweiz)                       | Teilnahme am Weltwirtschaftsforum |
| 4. und 5. Februar     | Wien ( Österreich)                     | Treffen mit Bundespräsident Heinz Fischer und Teilnahme am Wiener Opernball                                                                                 |
| 12. und 14. Februar   | München ( Deutschland)                 | Teilnahme an der Münchner Sicherheitskonferenz |
| 7. und 11. März       | Kyoto und Tokio ( Japan)               | Offizieller Besuch und Treffen mit Premierminister Shinzō Abe                                                                                               |
| 22. März              | Moskau ( Russland)                     | Treffen mit Präsident Wladimir Putin |
| 31. März und 1. April | Washington, D.C. ( Vereinigte Staaten) | Teilnahme am Nuklearen Sicherheitsgipfel |
| 30. April             | Stockholm ( Schweden)                  | Treffen mit König Carl XVI. Gustaf und Königin Silvia und Ministerpräsident Stefan Löfven                                                                   |
| 12. bis 15. Mai       | Washington, D.C. ( Vereinigte Staaten) | Offizieller Besuch - Treffen mit Präsident Barack Obama - Teilnahme am Gipfel der Nordischen Staaten                                                        |
| 17. und 18. Mai       | Tallinn und Viljandi ( Estland)        | Staatsbesuch - Treffen mit Präsident Toomas Hendrik Ilves - Treffen mit Parlamentspräsident Eiki Nestor - Treffen mit Ministerpräsident Taavi Rõivas        |
| 8. und 9. Juli        | Warschau ( Polen)                      | Teilnahme am NATO-Gipfel |
| 16. bis 18. August    | Montevideo ( Uruguay)                  | Treffen mit Präsident Tabaré Vázquez |
| 18. bis 21. August    | Rio de Janeiro ( Brasilien)            | Besuch der Olympischen Sommerspiele |
| 13. und 14. September | Plowdiw und Sofia ( Bulgarien)         | Teilnahme am Treffen der Arraiolos-Gruppe |
| 18. bis 21. September | New York City ( Vereinigte Staaten)    | Teilnahme an der Vollversammlung der Vereinten Nationen |
| 25. und 26. Oktober   | Teheran ( Iran)                        | Offizieller Besuch - Treffen mit Präsident Hassan Rohani - Treffen mit Parlamentspräsident Ali Laridschani - Treffen mit Außenminister Mohammad Javad Zarif |

### 2017
| Datum                 | Ort                                                 | Hauptgrund |
| --------------------- | --------------------------------------------------- | --- |
| 16. bis 19. Februar   | München ( Deutschland)                              | Teilnahme an der Münchner Sicherheitskonferenz                                                                                   |
| 13. März              | Stockholm ( Schweden)                               | Gedenkveranstaltung zum Winterkrieg und Treffen mit Ministerpräsident Stefan Löfven und Außenministerin Margot Wallström         |
| 30. März              | Arkhangelsk ( Russland)                             | Teilnahme am Internationalen Arktischen Forum                                                                                    |
| 11. Mai               | Berlin ( Deutschland)                               | Treffen mit Bundespräsident Frank-Walter Steinmeier, Bundestagspräsident Norbert Lammert und Bundespräsident a. D. Joachim Gauck |
| 10. Juni              | Tallinn ( Estland)                                  | Teilnahme an den Feierlichkeiten zur hundertjährigen Unabhängigkeit Finnlands                                                    |
| 19. Juni              | Astana ( Kasachstan)                                | Besuch der Expo 2017 und Treffen mit Präsident Nursultan Nasarbajew                                                              |
| 29. August            | Washington, D.C. ( Vereinigte Staaten)              | Arbeitsbesuch und Treffen mit Präsident Donald Trump                                                                             |
| 20. bis 23. September | New York City und Minneapolis ( Vereinigte Staaten) | Teilnahme an der Vollversammlung der Vereinten Nationen und an den Feierlichkeiten zur hundertjährigen Unabhängigkeit Finnlands  |

## Zweite Amtszeit (2018 bis 2024)

### 2018
| Datum                 | Ort                                 | Hauptgrund |
| --------------------- | ----------------------------------- | --- |
| 16. Februar           | Vilnius ( Litauen)                  | Teilnahme an den Feierlichkeiten zum 100. Jahrestag der Wiederherstellung des litauischen Staates                                                                |
| 16. bis 18. Februar   | München ( Deutschland)              | Teilnahme an der Münchner Sicherheitskonferenz - Eröffnungsrede des MSC Arctic Security Roundtable - Gespräch mit dem ukrainischen Präsidenten Petro Poroschenko |
| 10. bis 12. April     | Zagreb und Split ( Kroatien)        | Staatsbesuch - Treffen mit Präsidentin Kolinda Grabar-Kitarović                                                                                                  |
| 26. Mai               | Tiflis ( Georgien)                  | 100. Jahrestag der Staatsgründung Georgiens |
| 22. Juni              | Tartu ( Estland)                    | Feierlichkeiten zum 100. Unabhängigkeitstag Estlands |
| 11. und 12. Juli      | Brüssel ( Belgien)                  | Teilnahme am NATO-Gipfel |
| 22. August            | Sotschi ( Russland)                 | Arbeitsbesuch - Treffen mit Präsident Wladimir Putin |
| 13. und 14. September | Riga und Rundāle ( Lettland)        | Teilnahme am Treffen der Arraiolos-Gruppe der nichtexekutiven Staatsoberhäupter der Europäischen Union                                                           |
| 23. bis 28. September | New York City ( Vereinigte Staaten) | Teilnahme an der Vollversammlung der Vereinten Nationen |
| 10. und 11. November  | Paris ( Frankreich)                 | Teilnahme am Paris Peace Forum |
| 18. November          | Riga ( Lettland)                    | Feierlichkeiten zum 100. Unabhängigkeitstag Lettlands |
| 3. Dezember           | Katowice ( Polen)                   | Teilnahme an der UN-Klimakonferenz |

### 2019
| Datum               | Ort                                       | Hauptgrund |
| ------------------- | ----------------------------------------- | --- |
| 1. Januar           | Wien ( Österreich)                        | Teilnahme am Neujahrskonzert der Wiener Philharmoniker                                                                                            |
| 14. und 15. Januar  | Peking ( Volksrepublik China)             | Staatsbesuch - Treffen mit Staatspräsident Xi Jinping und Premierminister Li Keqiang - Eröffnung des Chinesisch-finnischen Wintersportjahres 2019 |
| 23. Januar          | Straßburg ( Frankreich)                   | Teilnahme an der Parlamentarischen Versammlung des Europarates                                                                                    |
| 15. bis 17. Februar | München ( Deutschland)                    | Teilnahme an der Münchner Sicherheitskonferenz |
| 9. April            | St. Petersburg ( Russland)                | Teilnahme am Arctic Forum |
| 23. und 24. Mai     | Kranj, Ljubljana und Planica ( Slowenien) | Offizieller Besuch |
| 14. Juli            | Paris ( Frankreich)                       | Teilnahme an den Feierlichkeiten zum französischen Nationalfeiertag                                                                               |
| 2. Oktober          | Washington, D.C. ( Vereinigte Staaten)    | Treffen mit Präsident Donald Trump |